# Cormac mac Airt
Cormac mac Airt (fl. II-III secolo) conosciuto anche con i nomi di Cormac ua Cuinn (nipote di Conn) o Cormac Ulfada (lunga barba) fu, secondo le leggende e la tradizione storica, uno dei re supremi d'Irlanda.
Egli è probabilmente uno dei più famosi fra i re supremi e nonostante sia, con ogni probabilità, una figura storica, alla sua persona si sono attaccate numerose leggende tanto che il suo regno è variamente collocato fra il primo II secolo e il tardo IV secolo. Si dice che egli abbia regnato da Tara, sede dei re supremi, e che da lì abbia governato per quarant'anni facendo fiorire Tara sotto il suo comando. L'eroe irlandese Fionn mac Cumhaill, protagonista del ciclo feniano, trova tutte le sue gesta collocate al tempo del regno di Cormac.

## Le origini leggendarie
Cormac mac Airt era figlio di Art mac Cuinn e di Acthan, figlia di Olc Acha un fabbro o un druido proveniente dal Connacht. Secondo la saga The Battle of Mag Mucrama, Olc avrebbe offerto ad Art ospitalità la notte prima della battaglia di Maigh Mucruimhe, poiché era stato profetizzato che dalla stirpe di Olc sarebbe venuta una grande dignità egli offrì ad Art che la propria figlia dormisse con lui quella notte e venne concepito Cormac. La storia narra anche che Acthan ebbe una visione quella note, vide se stessa senza la testa e dal collo nasceva un grande albero le cui fronde si allargavano fino a coprire l'intera Irlanda fino a che il mare non sorse e lo sommerse. Allora un altro albero nacque da quelle radici, ma il vento lo abbatté. Quando si svegliò ella disse ad Art cosa aveva visto ed egli le rispose che la testa di ogni moglie era suo marito e che lei stessa avrebbe perso suo marito il giorno seguente in battaglia. Il primo albero sarebbe stato il loro figlio che avrebbe regnato su tutta l'isola mentre il mare sarebbe stato il sembiante per una lisca che lo avrebbe strozzato uccidendolo. L'altro albero sarebbe stato invece il figlio del loro figlio, Cairbre Lifechair, che avrebbe regnato dopo di lui e il vento sarebbe stata una battaglia combattuta contro un Fianna in cui avrebbe trovato la morte. Come Art aveva predetto il giorno seguente egli venne ucciso dal nipote Lugaid mac Con che divenne il nuovo re supremo.
Quando era ancora bambino Cormac venne rapito da una lupa e allevato con i suoi cuccioli, ma un cacciatore lo trovò e lo riportò da sua madre che lo portò da Fiachrae Cassán che sarebbe stato il padre adottivo di Art. Sulla strada vennero attaccati da lupi, ma i cavalli selvaggi li protessero.

## La burrascosa ascesa al trono
All'età di trent'anni, portando con sé la spada del padre Cormac, andò a Tara dove incontrò un attendente che consolava una donna in lacrime. Egli spiegò che il re supremo le aveva confiscato le pecore perché avevano brucato nei giardini della regina. Al che Cormac commentò che sarebbe stato più adatto un taglio per entrambi giacché sia il vello che l'erba del giardino sarebbero ricresciuti. Quando Lugaid udì queste parole capì che il giudizio del nipote era superiore al suo e decise di abdicare. Altre tradizioni vogliono che Cormac strappò lo zio dal trono con la forza o che egli stesso lasciò Tara poiché i suoi druidi gli avevano profetizzato che non sarebbe vissuto altri sei mesi se fosse rimasto lì. In tutte le versioni Lugaid si recò quindi nel Munster dai propri parenti dove venne ucciso da un poeta che lo trapassò con una lancia mentre se ne stava appoggiato presso una pietra.
Tuttavia Cormac non riuscì a divenire re supremo poiché il re degli Ulaid Fergus Dubdétach si recò nel Connacht e prese il trono per sé. Cormac si rivolse quindi a Tadg mac Céin un nobile locale il cui padre era stato ucciso da Fergus promettendogli tante terre nella piana di Brega quante ne avrebbe potute percorrere cavalcando tutto il giorno nel suo calesse se lo avesse aiutato a prendersi il trono. Tadg gli consigliò anche di reclutare suo nonno Lugaid Láma e Cormac lo trovò che giaceva in un capanno da caccia ferito alla schiena da una lancia ed egli si rivelò essere l'uomo che aveva ucciso Art in battaglia. Alla notizia Cormac pretese che, quale Éraic (una sorta di tributo, una specie di guidrigildo, che si pagava in risarcimento per gli omicidi e altri delitti rilevanti) per la vita di suo padre, Lugaid Làma gli portasse la testa di Fergus.
Dopo aver reclutato sia Tagd che suo nonno Cormac marciò verso il nemico dando il via alla battaglia di Crina, fu Tagd a condurre la battaglia e Cormac venne lasciato alla retroguardia. Quanto a Lugaid egli portò la testa di Fergus Foltlebair, fratello di Fergus, all'attendente di Cormac, ma quest'ultimo gli disse che non era la testa del sovrano degli Ulaid, quindi Lugaid portò la testa di Fergus Caisfhiachlach, fratello più vecchio di Fergus, ma gli venne detto che aveva ucciso l'uomo sbagliato, solo al terzo tentativo egli uccise Fergus Dubdétach e a quel punto fu lui stesso a morire per la fatica e il sangue perso.
Tagd mise in rotta l'esercito di Fergus e quindi ordinò al proprio cocchiere di fare un circuito nella piana di Brega includendo nel giro la stessa Tara, egli era per altro gravemente ferito e svenne durante il tragitto, quando rinvenne chiese al cocchiere se aveva girato anche attorno a Tara, quando quest'ultimo rispose di no Tagd lo uccise, ma prima che egli stesso potesse compiere il giro Cormac andò da lui e ordinò ai propri cerusici di curargli le ferite. Tale processo durò un anno intero; Cormac prese il trono e Tagd regnò sopra buona parte dell'Irlanda settentrionale.

## I figli e le mogli
Secondo la saga The Melody of the House of Buchet Cormac si sposò con Eithne Táebfada, figlia di Cathair Mor e figlia adottiva di Buchet, un ricco allevatore del Leinster la cui ospitalità era così sfruttata che venne ridotto in povertà. Altre tradizioni vogliono che Eithne fosse invece la moglie di suo nonno Conn così che alcuni storici vogliono che la donna che Cormac sposò fosse un'altra Eithne di nome Eithne Ollamda figlia del re del Leinster Dúnlaing. Secondo la tradizione Cormac prese anche un'altra sposa tale Ciarnait figlia di un re dei Cruithne e poiché Eithne era gelosa della sua bellezza la obbligò a macinare nove stai di grano al giorno, problema che Cormac risolse costruendo un mulino ad acqua.
A Cormac vengono attribuiti tradizionalmente tre figli Dáire, Cellach e Cairbre Lifechair che gli successe al trono, oltre a circa dieci figlie, due di queste, Gráinne e Aillbe sposarono l'eroe irlandese Fionn mac Cumhaill. Secondo il poema irlandese Tóraigheacht Dhiarmada agus Ghráinne Gràinne era fidanzata a Fionn, ma scappò con il guerriero del Fianna Diarmuid Ua Duibhne. Alla fine Fionn e Gràinne si rincociliarono, ma anni dopo egli escogitò il modo per uccidere il rivale durante una battuta di caccia al cinghiale, gesto che venne affatto apprezzato dal figlio Oisín, tuttavia Grainne persuase i figli a non fare per questo guerra al padre.

## Il regno
Il regno di Cormac è ricordato nel dettaglio negli annali irlandesi. Egli combatté molte battaglie sottomettendo gli Ulaid e il Connacht e conducendo diverse campagne nel Munster. Si dice che nel quattordicesimo anno del regno egli salpò per la Gran Bretagna dove fece alcune conquiste, mentre l'anno seguente trenta fanciulle vennero uccise da Dúnlaing re del Leinster poiché Cormac aveva messo a morte dodici dei suoi principi. In altri testi si dice che egli sia stato deposto per due volte dagli Ulaid e che una volta sparì per quattro mesi. Si dice anche che Cormac abbia compilato il Salterio di Tara un libro contenenti le cronache della storia irlandese, le leggi concernenti gli affitti e le tasse che si dovevano pagare al re e la registrazione dei confini dell'Irlanda.
Egli è ricordato peraltro come un re saggio e giusto anche se una storia lo presenta in una luce meno lusinghiera. Cormac un giorno distribuì tutto il bestiame ed egli per questo aveva ricevuto i dovuti tributi dalle provincie, ma egli aveva finito per trovarsi del tutto sprovvisto di armenti per provvedere alla propria corte dopo che un'epidemia aveva decimato i suoi greggi. Uno dei suoi attendenti gli suggerì quindi di trattare il Munster come se fossero due province divise delle quali la più meridionale non aveva ancora pagato le tasse, Cormac assentì e spedì un messo per incassare i pagamenti, ma Fiachu Muillethan, re del Munster meridionale, rifiutò e Cormac si preparò alla guerra.
I suoi druidi che non l'avevano mai mal consigliato fecero fosche previsioni, ma egli non vi prestò ascolto preferendo ascoltare i cinque druidi Sidhe forniti dalla sua amante fatata Báirinn.
Cormac marciò verso il Munster accampandosi presso la collina di Druim Dámhgaire, attorno all'attuale contea di Limerick, i suoi nuovi druidi magici resero il campo impenetrabile e i guerrieri imbattibili e asciugando completamente tutte le risorse d'acqua usate dagli avversari, arrivando vicino a ottenere la sottomissione di Fiachu. Egli, ormai disperato, si rivolse al druido Mug Ruith perché lo aiutasse e la sua magia si rivelò molto potente, troppo anche per i druidi di Cormac, tanto che il suo respiro produsse tempeste e riuscisse a trasformare gli uomini in pietra e alla fine Cormac dovette lasciare il Munster e venne costretto a cercare una tregua.
La leggenda vuole che Cormac possedesse anche una meravigliosa coppa d'oro donatagli dal dio Manannan mac Lir, se al suo cospetto venivano dette tre bugie essa si rompeva, mentre tre verità potevano ricomporla e Cormac la usò durante il regno per separare le menzogne dalla verità. Questa svanì poi alla morte di Cormac come rientrava nei patti con il dio.
Il poema dell'VIII secolo l'Indarba na nDéissi descrive l'inimicizia fra Cormac e i Déisi un popolo che discendeva dal suo bisnonno Fedlimid Rechtmar di cui erano stati i servitori. Cellach, uno dei figli di Cormac, rapì Forach, la figlia del sovrano dei Déisi, e quando suo zio Óengus Gaíbúaibthech andò a salvarla il giovane si rifiutò di lasciarla andare. Óengus allora inseguì Cellach con la sua "lancia del terrore" un'arma che aveva tre catene attaccate a essa, di queste una ferì il consigliere di Cormac e l'altra accecò Cormac da un occhio. Cormac finì per combattere sette battaglia contro i Déisi e alla fine li scacciò dalla sua terra ed essi, dopo un periodo di vagabondaggio, si stabilirono nel Munster. Essendo rimasto accecato Cormac andò a Tech Cletig, presso la collina di Achall poiché era contro la legge che un re sfigurato vivesse a Tara e il trono passò quindi a suo figlio Cairbre Lifechair.

## La morte e il tempo
Secondo la tradizione Cormac morì dopo quarant'anni di regno soffocato da una lisca di salmone e alcune tradizioni vogliono che questa fosse la conseguenza di maledizione che un druido scagliò su di lui perché Cormac si era convertito al cristianesimo. Secondo alcune versioni del Lebor Gabála Érenn il regno di Cormac coincise nei tempi con quello di Marco Aurelio, gli annali dei Quattro Maestri lo datano invece attorno alla metà del 200 mentre gli annali dell'Ulster lo portano alla metà del 300.

## La tradizione
Le gesta di Cormac sono contenute in numerose narrazioni antiche, non tutte congruenti tra loro. Una scrittrice irlandese moderna, Máire Nic Mhaoláin ha cercato di fornirne una sintesi in lingua moderna, rispettando i testi originali, pur optando, quando necessario, per una tra le diverse redazioni di questo o quell'episodio. Quest'opera (Beatha Cormaic) è stata tradotta in italiano nel 2019 da Enrico Brugnatelli.